# 투레 리펜슈타인
투레 리펜슈타인(독일어: Thure Riefenstein, 1965년 10월 11일 ~ )은 독일의 배우, 영화 감독이다.
울름에서 태어났다.

## 영화
- U-235: 무적의 잠수함 (2019년)
- 매춘부 한나 (2010년) - 그래프 디에트마 브라운 안스테인 역
- 파이어 : 테러와의 전쟁 (2009년) - 앨런 역
- 잭 헌터 (2008년)
- 아이노아 (2005년)
- 체크메이트 (2002년)
- 크로시아티 (2001년)
- 다크 블루 월드 (2001년)
- 테이크오버 (2001년)
- 크리미널 인스팅트 - 영혼의 살인마 (2001년)